# Enancjomorf

Enancjomorficzne kryształy L- i D-winianu amonowo-sodowego, których ręczne rozdzielenie przez Pasteura dało początek stereochemii

Enancjomorfy – pary chiralnych obiektów geometrycznych. Są nienakładalne i mają się do siebie tak, jak przedmiot i jego odbicie lustrzane. Typowe przykłady to prawa i lewa rękawiczka lub prawo- i lewoskrętna skorupa ślimaka.
W krystalografii używa się tego terminu w odniesieniu do kryształów, których komórka elementarna jest chiralna i stanowi wzajemne lustrzane odbicie. 
Enacjomorficzne cząsteczki chemiczne nazywane są enancjomerami (zob. chiralność cząsteczek).